# Communauté de communes de l'Aubrac lozérien
La communauté de communes de l'Aubrac lozérien est une ancienne communauté de communes française, située dans le département de la Lozère et la région Occitanie.

## Historique
Elle est créée le 1er janvier 2008.
Le schéma départemental de coopération intercommunale, arrêté par le préfet de Lozère le 29 mars 2016, prévoit la fusion de la communauté de communes de l'Aubrac lozérien avec les communautés de communes des Hautes Terres et de la Terre de Peyre ainsi que les communes d'Albaret-Sainte-Marie et Les Monts-Verts à partir du 1er janvier 2017.
Le 1er janvier 2017, les communautés de communes de l'Aubrac lozérien, des Hautes Terres,  et de la Terre de Peyre  fusionnent pour constituer la communauté de communes des Hautes Terres de l'Aubrac.

## Territoire communautaire

### Composition
Elle regroupait les six communes suivantes :
| Nom               | Code Insee | Gentilé        | Superficie (km2) | Population (dernière pop. légale) | Densité (hab./km2) |
| ----------------- | ---------- | -------------- | ---------------- | --------------------------------- | ------------------ |
| Nasbinals (siège) | 48104      | Nasbinalais    | 63,34            | 513 (2014)                        | 8,1                |
| Grandvals         | 48071      | Grandvaliens   | 12,84            | 77 (2014)                         | 6                  |
| Malbouzon         | 48087      | Malbouzonois   | 14,26            | 129 (2014)                        | 9                  |
| Marchastel        | 48091      | Marchastélois  | 34,87            | 61 (2014)                         | 1,7                |
| Prinsuéjols       | 48120      | Prinsuéjoliens | 42,96            | 154 (2014)                        | 3,6                |
| Recoules-d'Aubrac | 48123      | Recoulais      | 26,55            | 197 (2014)                        | 7,4                |

### Démographie
| 2007  | 2011  | 2012  | 2013  |
| ----- | ----- | ----- | ----- |
| 1 188 | 1 201 | 1 173 | 1 150 |